# Malika Hamidi
Malika Hamidi, née en 1974 à Melun, est une sociologue française du féminisme musulman.

## Biographie
Malika Hamidi naît à Melun, en Seine-et-Marne. Sa mère ne travaille pas, et son père est ouvrier. Elle grandit en région parisienne, et est la seule de ses frères et sœurs à accéder à l’université, où elle suit une licence d’anglais.
En 1998, elle découvre le féminisme musulman à l’occasion d’un séminaire organisé par le groupe Présence musulmane et coordonné par Tariq Ramadan,. Elle se lance ensuite dans un master en sciences de l’éducation et dans l’étude d’ouvrages de théorisation anglo-saxonne.
En 2004, elle étudie le féminisme islamique dans le cadre de son DEA, et en 2006 elle se concentre sur l'émergence d'un mouvement féministe musulman en France. Elle se spécialise enfin sur les féministes européennes musulmanes dans le contexte postcolonial, cherchant à analyser le féminisme musulman en Europe. En 2015, elle soutient une thèse doctorale intitulée Féministes musulmanes dans le contexte postcolonial de l’Europe francophone : stratégies identitaires et mobilisations transnationales,.
Elle est chercheuse associée du Laboratoire d'analyse des sociétés et pouvoirs / Afrique – Diasporas (LASPAD) de l'université Gaston-Berger de Saint-Louis-du-Sénégal et membre associée du Centre d’analyse et d’intervention sociologiques (CADIS, EHESS, Paris).
En 2008, elle cofonde le Groupe international d'étude et de réflexion sur les femmes en Islam (GERFI) en Espagne avec Yaratullah Monturiol et Asma Lamrabet.
Spécialiste du féminisme musulman en Europe, elle publie aux Éditions de l’Aube un ouvrage tiré de sa thèse doctorale intitulé Un féminisme musulman, et pourquoi pas ?, préfacé par Alain Gresh, en 2017 .
Elle co-écrit par ailleurs Des féminismes islamiques (La Fabrique, 2012) et contribue à plusieurs ouvrages collectifs. Elle prépare en 2018 un ouvrage collectif sur les Afro-féminismes et féminismes musulmans : Perspectives critiques, enjeux et pratiques qu’elle coordonne avec Fabienne Brion, Françoise Vergès et Christine Delphy,.
Pour Amel Mahfoudh, Malika Hamidi suit « un double engagement scientifique et militant ». Se définissant comme « citoyenne française musulmane et féministe », elle serait, selon cette sociologue, « la figure de proue d’une nouvelle génération de jeunes femmes adoptant un islam moderne, revendiquant une posture féministe qui ébranle les franges traditionalistes des communautés musulmanes et qui montre aussi aux féministes laïques qu’il est possible d’être musulmane voilée et féministe engagée. »
En 2015, elle est invitée à siéger au comité consultatif du projet européen « Forgotten Women : the impact of islamophobia on Muslim women », initié par l’European Network Against Racism et soutenu par les institutions européennes.

## Publications

### Ouvrages
- (it) Malika Hamidi, Il femminismo musulmano in Europa, Milan, Fondazione Giangiacomo Feltrinelli, mars 2015
- Malika Hamidi (préf. Alain Gresh), Un Féminisme musulman, et pourquoi pas ?, Éditions de l’Aube, août 2017

### Contributions à des ouvrages collectifs
- « Le féminisme musulman en Europe », dans Magdaléna Frouzova (dir.), (cs) Mříže v ráji: Muslimské ženy v Evropě, septembre 2006
- « Le point de vue d'une féministe musulmane européenne ? », dans Commission Islam et laïcité (dir.), Existe-t-il un féminisme musulman ?, L'Harmattan, juin 2007
- « Le foulard à la croisée d'enjeux sociopolitiques », dans Jacquemain et Nadine Rosa Rosso (dir.), Du bon usage de la laïcité, Aden, mai 2008
- (en) « The Islamic veil: A focal point for social and political debate », dans Theodore Gabriel et Rabiha Hannan (dir.), Islam and the veil: Theoretical and regional contexts, Continuum Books Edition, juin 2011
- « Le Féminisme musulman en Europe : De « l’activisme Textuel » à la pratique transnationale », dans Zahra Ali (dir.), Des féminismes islamiques, La Fabrique, octobre 2012
- (en) « Islamic feminism in the French-speaking post-colonial European context », dans Omaima Abou Bakr (dir.), Feminist and islamic perspectives: new Horizons of knowledge and reform, Le Caire, Women and Memory Forum, mars 2013
- « Féministes musulmanes de l’espace francophone : stratégies identitaires et mobilisations translocales », dans Rachid Id Yassine, Abdoul Aziz Kébé, Philippe Martin et Oissila Saaidîa (dir.), Religiosités musulmanes francophones dans le monde, Karthala, mai 2016
- « Existe-t-il un féminisme musulman », dans Jean Michel Ducompte et Pierre Tournemire (dir.), La Laïcité, des combats fondateurs aux enjeux d’aujourd’hui, actes de colloque de La Ligue de l’Enseignement, Éditions PRIVAT, juin 2016